# Viļaka (novads)
Viļaka est un novads de Lettonie, situé dans la région de Latgale. En 2009, sa population est de 6 545 habitants.